# Pietro Badoglio
Pietro Badoglio (Grazzano Monferrato, 28 de septiembre de 1871-Grazzano Badoglio, 1 de noviembre de 1956) fue un político y militar italiano. Mariscal del ejército, sustituyó a Benito Mussolini como presidente del Consejo de Ministros de Italia tras el golpe de Estado del 25 de julio de 1943 y condujo a Italia a que saliera de la Segunda Guerra Mundial.

## Biografía

### Comienzos
Nació en Grazzano Monferrato, un pequeño pueblo de la región de Piamonte, de padre terrateniente y madre burguesa. Después de estudiar en la Academia Militar de Turín, sirvió en el Ejército desde 1892, primero como teniente de artillería durante las campañas de Eritrea (1896) y Libia (1912), donde se distinguió en la Batalla de Zanzur.
Al comenzar la participación del Reino en la Primera Guerra Mundial tenía el grado de teniente coronel, y ascendió después al de general por sus servicios en la toma del Monte Sabotino en mayo de 1916. En 1918 ya era ayudante del comandante en jefe, a pesar de haber sido parcialmente responsable del desastre en Caporetto del 24 de octubre de 1917.

### Entreguerras
Durante la posguerra fue elegido senador, aún conservando su grado militar, lo que le permitió desempeñar cargos especiales en Rumania y Estados Unidos en 1920 y 1921. Fue en un primer momento opositor al régimen de Benito Mussolini, para luego apoyarlo. En este momento fue designado embajador en Brasil. Desde ahí regresó a Italia para ocupar el cargo de jefe del Estado Mayor del Ejército a partir del 4 de mayo de 1924. Entre 1929 y 1933 fue destinado como gobernador de Tripolitania. En 1936 reemplazó al general Emilio de Bono al frente de la invasión de Etiopía. Autorizó la utilización de gas mostaza contra el enemigo y finalmente conquistó Adís Abeba, lo cual puso fin a la guerra. Por su logro fue nombrado duque de Adís Abeba, desde donde ejerció como virrey.

### Segunda Guerra Mundial
Se opuso a la firma del Pacto de Acero con la Alemania nazi, ya que consideraba improbable la posibilidad de salir victorioso en caso de guerra. Una vez comenzada la contienda, renunció en diciembre de 1940 a su cargo como resultado del pobre papel desempeñado por las tropas italianas en la invasión de Grecia. Jerarcas fascistas le habían acusado de ser el responsable del fracaso de la ofensiva italiana en Grecia y, tras tratar de recabar en vano el apoyo del rey mediante un amago de dimisión el 27 de noviembre de 1940, cesó como jefe del Estado Mayor italiano pocos días más tarde. Le sustituyó en el cargo el general Ugo Cavallero.

### Rendición italiana
Tras el desembarco angloamericano en Sicilia del 9 de julio de 1943, el país se vio conmocionado por la noticia. Esto provocó la crisis del gobierno fascista que desembocaría el 25 de julio, tras una reunión del Gran Consejo Fascista, en la destitución de Mussolini como presidente del gobierno por parte del rey Víctor Manuel III, que nombró en su lugar a Badoglio. Sus primeras medidas fueron declarar la ley marcial, además de iniciar negociaciones directas y secretas con los Aliados, que se llevaron a cabo en Lisboa, con el fin de llegar a un armisticio.
El 8 de septiembre, Estados Unidos hizo público (obviando las súplicas de Badoglio) el armisticio firmado en secreto por Italia cinco días antes. La oposición de Badoglio se debía a la peligrosa situación en la que se encontraba el país, ya que era consciente de que las cercanías de Roma y los alrededores de lugares estratégicos de la parte de Italia aún no ocupada por los Aliados (Italia central y septentrional) estaban controlados por tropas alemanas.
Ese mismo día, a las 19:45, Badoglio se dirigió por radio a la nación para dar a conocer el armisticio. Al anochecer, la familia real y parte del gobierno decidieron huir a Pescara por temor a la reacción alemana. Desde allí la Marina los transportó a Brindisi a bordo de la fragata Baionetta, donde se estableció una nueva sede bajo protección aliada. El 8 de junio de 1944, tras la liberación de Roma, el Comité de Liberación Nacional solicitó la sustitución de Badoglio como presidente del gobierno por haber estado íntimamente ligado con el régimen fascista. Fue reemplazado al frente del gobierno por Ivanoe Bonomi, que ya había ocupado dicho cargo entre 1921 y 1922. 

### Últimos años
Tras su sustitución como presidente del gobierno, Badoglio se retiró de la vida pública y falleció de asma en 1956 en su localidad natal, Grazzano Monferrato, que en 1939 había sido rebautizada Grazzano Badoglio en su honor. Sus restos reposan en una capilla familiar en el cementerio de la población.